# Hornhechtschlaufe
Eine Hornhechtschlaufe ist eine Schlaufe aus feinsten Chemiefasern. Die Fasern finden Verwendung als Hakenersatz beim Hornhechtangeln. Die feinen Zähne des Fisches verfangen sich in der feinen Seide. Die Bissausbeute ist deutlich höher gegenüber dem Angeln mit einem normalen Haken.